# 戈爾登 (伊利諾伊州)
戈爾登（英語：Golden）是位於美國伊利諾伊州亞當斯縣的一個村落。

## 地理
戈爾登的座標為40°06′35″N 91°01′17″W / 40.10972°N 91.02139°W，而該地最高點為海拔高度218米（即715英尺）。

## 人口
根據2010年美國人口普查的數據，戈爾登的面積為1.60平方千米，均為陸地。當地共有人口644人，而人口密度為每平方千米402人。